# Central téléphonique Moncey
Le central téléphonique Moncey, dans sa forme et son bâti, est caractéristique des capacités d'adaptation de l'architecte lyonnais Tony Garnier. L'édifice est construit entre 1929 et 1933. Après un premier projet souhaité par l'administration lyonnaise sur l'emplacement de l'ancien hôpital de l'Hôtel-Dieu de Lyon, c'est l'administration des postes qui confie à Tony Garnier la construction d'un central téléphonique à l'angle des rues Vaudrey et Moncey dans le 3e arrondissement de Lyon.

## Histoire
Publié en 1921, Les grands travaux de la Ville de Lyon comprend les plans de tous les bâtiments et principes d'urbanisme que Tony Garnier recommande pour une ville moderne et rationnelle. Le central téléphonique Moncey répond aux exigences des principes fonctionnels défendus par l'architecte. Deux projets se succèdent et sont proposés pour validation à l'administration des PTT. Le premier, en 1926, consiste à augmenter les surfaces de travail d'un bâtiment construit en 1914 et déjà agrandi en 1920 par la société des frères Haour. Le second projet, en 1927,  oblige Tony Garnier à présenter les plans pour une construction nouvelle, à la suite de la démolition du bâtiment. Le programme comme le plan sont d'une grande sobriété. La prouesse de l'architecte réside dans la résolution des problématiques liées à un immeuble d'angle. Le central téléphonique est accueilli avec enthousiasme par l'administration. Considéré comme un modèle architectural de rationalité et de fonctionnalité, un immeuble similaire est construit à Paris en 1928.

## Description
Le bâtiment affiche une relative sévérité en façade. Sobres, les lignes sont droites sans ornement ou décor architectural. Des meneaux verticaux séparent une série de fenêtres sur trois niveaux  des murs extérieurs. De même la corniche sans décorum  ajoute à l'ascétisme général. Les fondations sont réalisées en béton composé de gros granulats (jusqu'à 50 mm) et supportent l'ensemble du bâtiment. Les semelles de fondation, en béton mâchefer reprennent les charges en les transmettant et les répartissant au sol. L'utilisation de béton armé est réservé aux meneaux et aux dalles, tandis que la chape au rez-de-chaussée est en béton mâchefer, tout comme la partie supérieure des façades. Tony Garnier répond aux exigences fonctionnelles du terrain et aux contraintes économiques en utilisant des matériaux mixtes et en adoptant un plan en  triangle pour s'adapter à un espace d'angle au sol. 

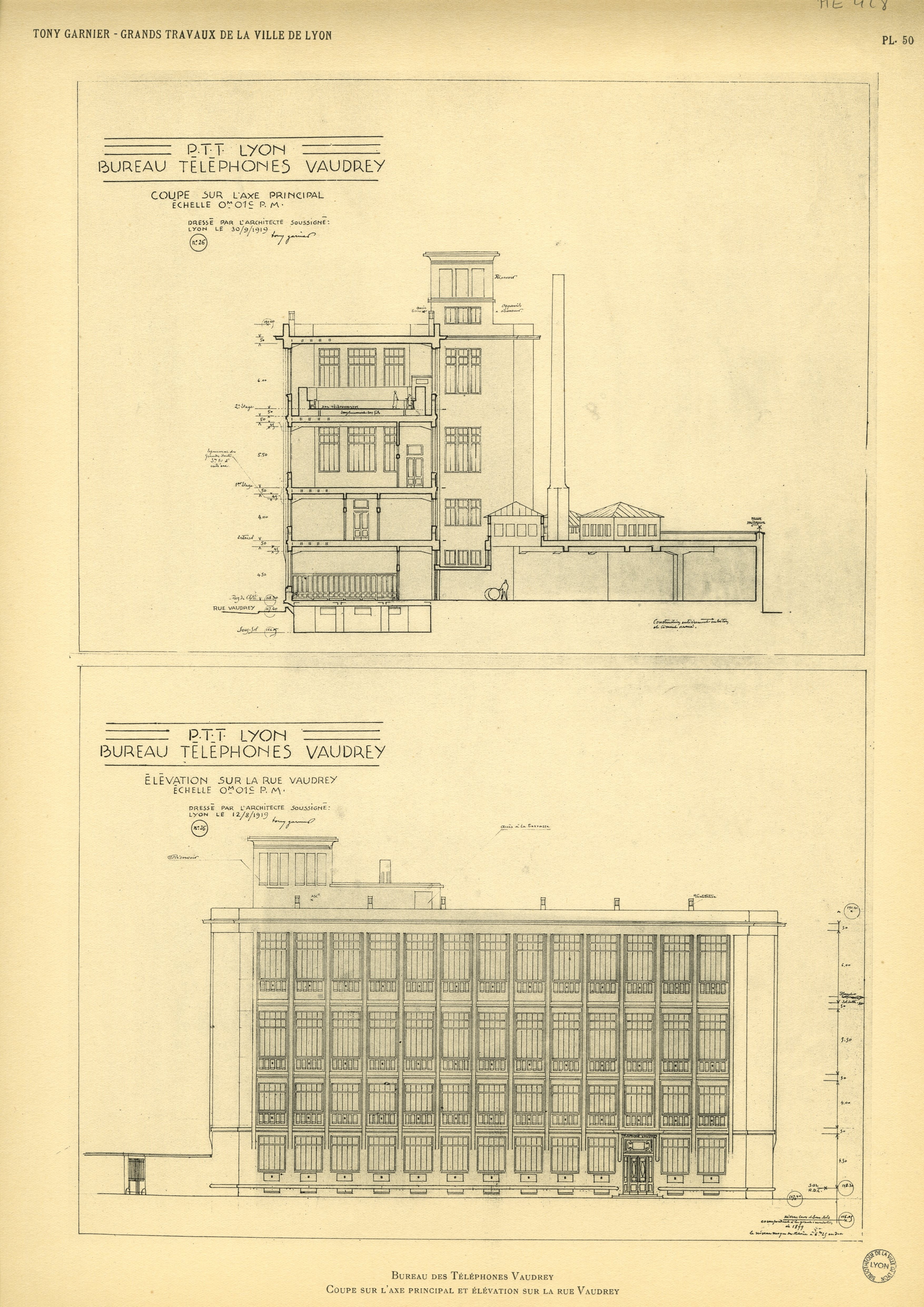
Bureau des téléphones, coupe sur l'axe principal et élévation rue Vaudrey (pl50)
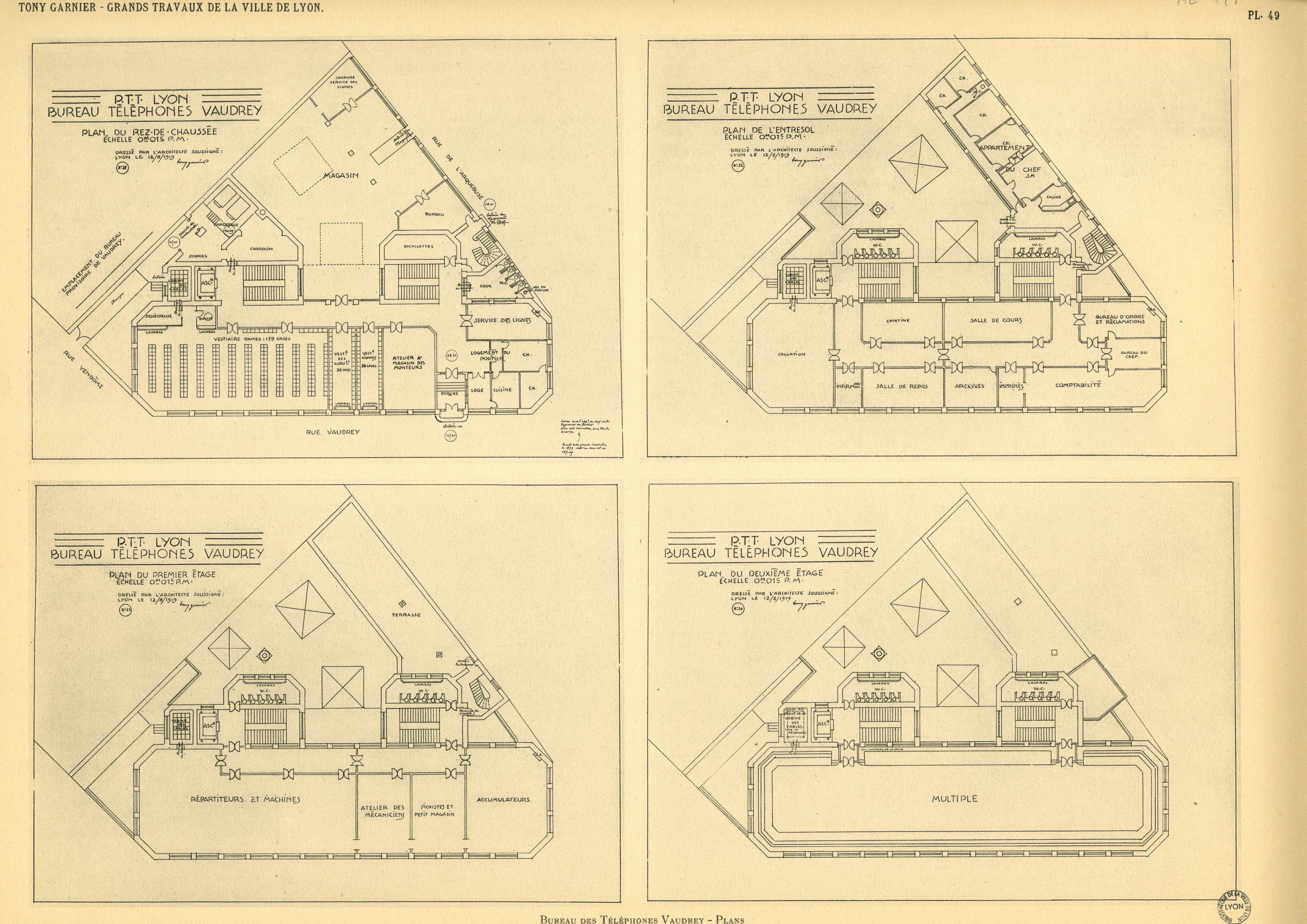
Plan sur 4 niveaux des bureaux des téléphones de la centrale des P.T.T. rue Vaudrey (pl49)

## Projet d'installation d'un service central des Postes, télégraphes et téléphones (PTT) à Lyon

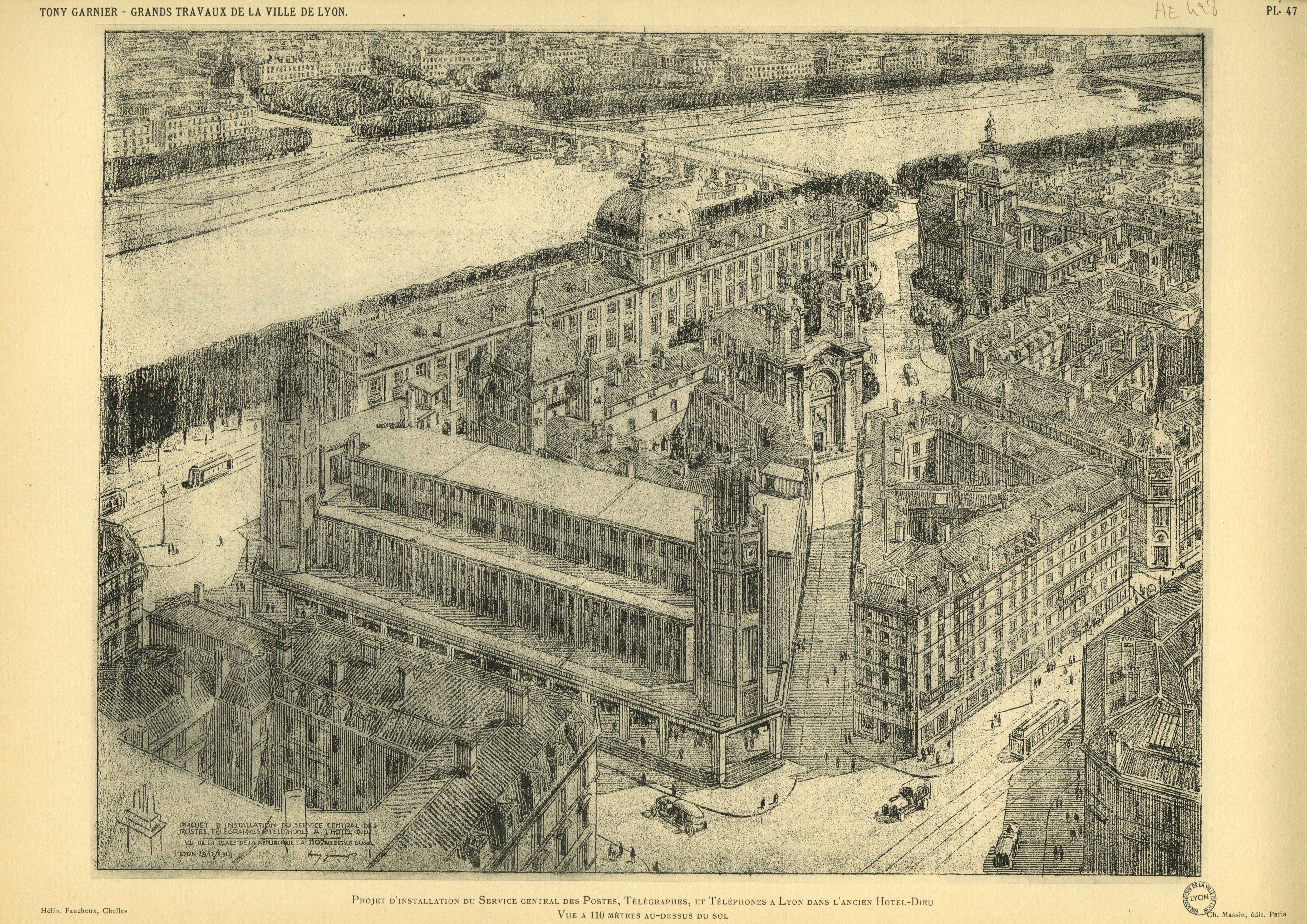
Projet d'installation des P.T.T. à Lyon dans l'ancien hôpital Hôtel-Dieu (pl47)

Quelques années avant la réalisation du central téléphonique Moncey, un projet d'installation d'un service central des Postes, télégraphes et téléphones à l'Hôtel-Dieu de Lyon a été demandé et étudié par la ville de Lyon en 1917-18. Comme beaucoup d'autres projets de l'architecte, celui-ci ne sera pas concrétisé. Au début du XXe siècle, l'Hôpital de l'Hôtel-Dieu connait des problèmes d'hygiènes et de contagions malgré le dévouement et le travail du personnel soignant. L'état de vétusté du bâtiment est à l'origine d'une situation sanitaire critique. Le maire de Lyon, Édouard Herriot, envisage la désaffectation de l'Hôtel-Dieu. Élargir les axes de circulation pénétration de la lumière et de l'air est une des préoccupations majeures pour l'aménagement urbain. Dès 1905, Tony Garnier, en collaboration avec l'ingénieur François Monnier-Ducastel, présente un projet de reconstruction de l'Hôtel-Dieu. Les plans proposés nécessitent la destruction d'une partie des bâtiments anciens pour édifier de nouveaux îlots. Les plans pour le projet d'un hôtel des postes à l'Hôtel-Dieu montrent une façade à l'ornement discret, rythmée par des meneaux sur le mur côté rue. Un étage d'attique est également proche du travail conçu pour l'immeuble des PTT rue Vaudrey.

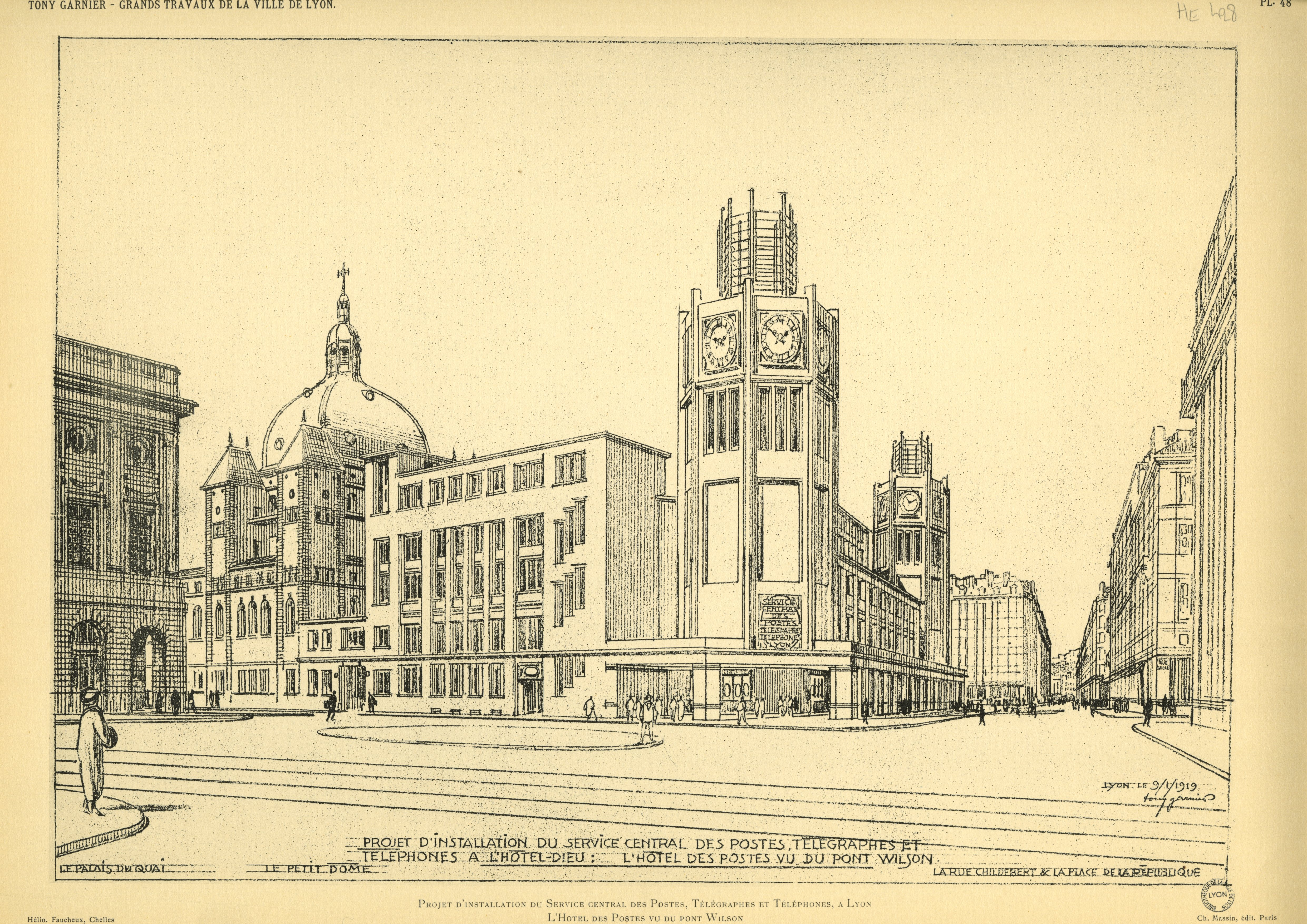
Projet d'installation des P.T.T. vue du pont Wilson à Lyon dans l'ancien hôpital Hôtel-Dieu (pl48)
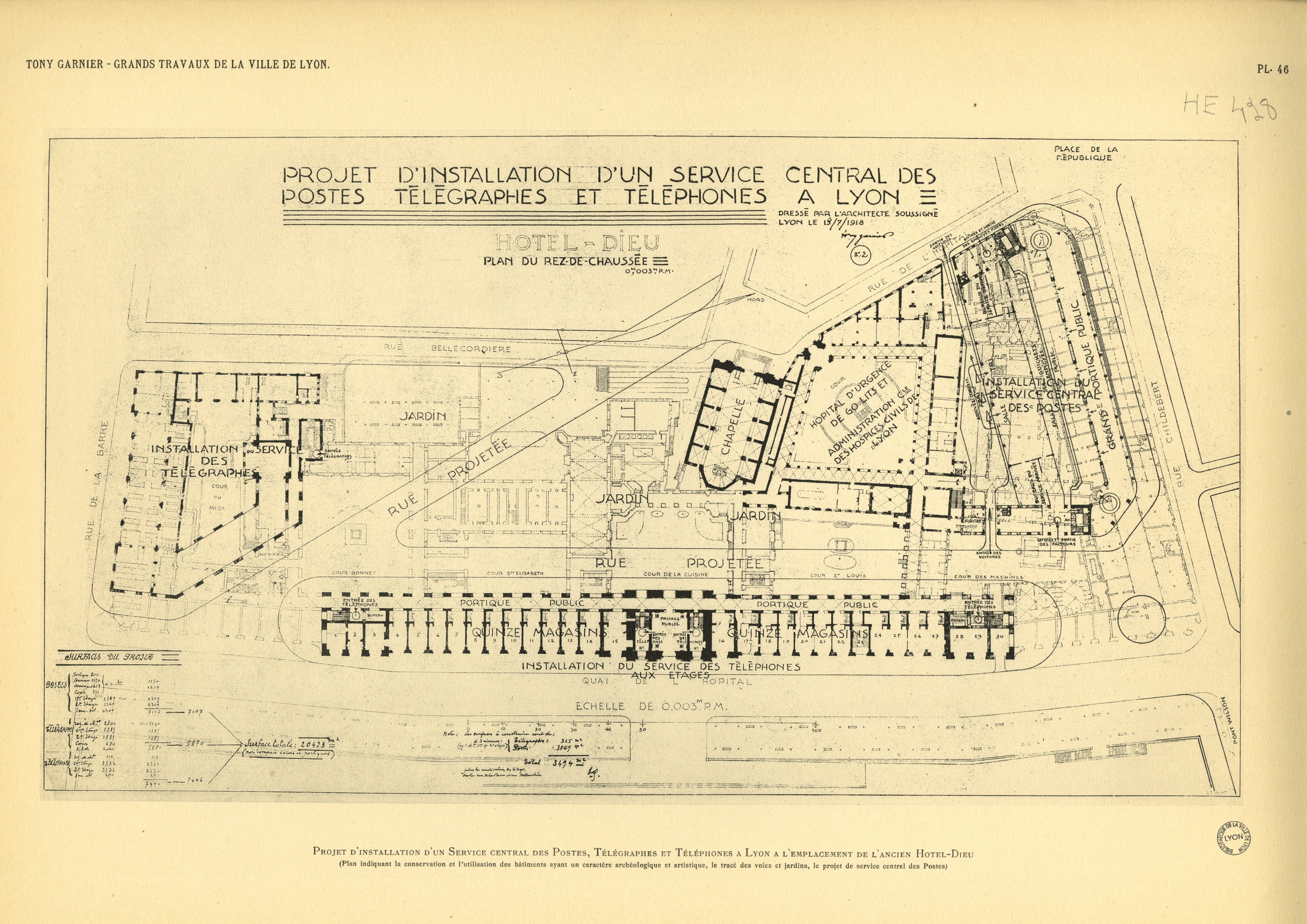
Plan au sol du projet d'installation d'un service central des P.T.T. dans l'ancien hôpital de l'Hôtel-Dieu (pl46)